# Стационе ди Акри-Бизињано (Козенца)
Стационе ди Акри-Бизињано је насеље у Италији у округу Козенца, региону Калабрија.
Према процени из 2011. у насељу је живело 244 становника. Насеље се налази на надморској висини од 118 м.